# Guineu voladora d'ulleres
La guineu voladora d'ulleres (Pteropus conspicillatus) és una espècie de ratpenat de la família dels pteropòdids. Viu a Papua Nova Guinea, Indonèsia i Austràlia. El seu hàbitat natural són els boscos humits tropicals, els manglars i els aiguamolls de plana. Està amenaçada per la caça, la pèrdua d'hàbitat i la col·lisió amb línies d'alta tensió i tanques de filferro d'arç.